# Muscat (gouvernement)
Muscat is een gouvernement van Oman.
Muscat telde in 2003 bij de volkstelling 632.073 inwoners op een oppervlakte van 1400 km². In 2010 waren er 775.878 inwoners.
Het gouvernement omvat de volgende districten (wilayat) en hun aantal inwoners in 2010:
- Al Amrat	58.400
- As Seeb	302.992
- Bawshar	192.235
- Muscat	27.216
- Mutrah	150.124
- Qurayyat	44.911.